# Walter Just
Walter Just (* 24. Juli 1921 in Wien; † 14. November 2012 in Wels) war ein österreichischer Unternehmer.

## Leben
Walter Just besuchte die Volks- und Realschule in seiner Geburtsstadt. Nach der Matura im Jahre 1939 wurde er zunächst zum Reichsarbeitsdienst und später zur deutschen Wehrmacht eingezogen, wo er am 3. Oktober 1941 im Russlandfeldzug schwer verwundet wurde. Nach seiner Genesung begann er ein Studium an der Hochschule für Welthandel in Wien, welches er im Sommer 1944 mit der Diplomprüfung und der Verleihung des Titels Diplomkaufmann beendete.
Anschließend übernahm er gemeinsam mit seinem Bruder Herbert Just die von seinem Vater 1912 gegründete Firma Franz Just & Söhne (Stempelhersteller), wo er den Auftrag erhielt, die Produktion an einen sicheren Ort nach Niederösterreich zu verlagern. Während der Bruder Herbert Stempelmacher in Wien blieb, übersiedelte Walter mit der Stempelproduktion unter der Firmenbezeichnung Trodat 1951 aus der sowjetischen in die US-amerikanische Besatzungszone nach Wels und baute das Unternehmen zum Weltmarktführer aus.
1984 gab Just die Geschäftsführung der Firma Trodat ab und wechselte in den Aufsichtsrat. Er widmete sich fortan in verstärktem Umfang seinen kulturellen Interessen. Seine Tochter Renate und deren Ehemann Franz Doppler hatten 1983 das Stadttheater Greif erworben und der darin befindliche Theater- und Konzertsaal sollte nach der Renovierung mit einem Konzert mit Ausschnitten aus Wagner-Opern eröffnet werden. Just stiftete aus diesem Anlass eine Richard-Wagner-Büste, welche in einer Nische im Treppenaufgang ihren Platz fand. An diesem Konzert im Jahre 1989, aus dem später das Richard Wagner Festival Wels entstehen sollte, nahm Wolfgang Wagner aufgrund seiner persönlichen Bekanntschaft zu Just als Ehrengast teil und enthüllte am Beginn der Veranstaltung die Büste seines Großvaters.
Ein weiteres Anliegen war für Just die Schaffung eines Firmenmuseums. Lange hatte er nach einem perfekten Gebäude dafür gesucht, ehe er es 1997 in der Pollheimerstraße in Wels gefunden hatte. Nach den erforderlichen Umbau- und Adaptierungsarbeiten wurde die denkmalgeschützte Villa im Jahre 2000 als „Lebensspuren-Museum“ unter der Leitung von Justs zweiter Tochter Ingeborg Müller-Just eröffnet, allerdings im Jahr 2015 geschlossen. Daneben unterstützte er als Miterrichter des Trodat-Stegs die Stadt Wels und stiftete einen der Engel, den er für die Welser Minoriten erworben hatte.
Walter Just verstarb 91-jährig an den Folgen eines schweren Sturzes, den er in seinem Wochenendhaus in Hinterstoder erlitten hatte.

## Auszeichnungen
- 1976: Berufstitel Kommerzialrat
- 2001: Kulturmedaille der Stadt Wels in Gold
- 2011: Ehrenmitgliedschaft des Richard Wagner Verbandes Linz („RWV-Linz“)
- 2012: Silberne Ehrenmedaille des Landes Oberösterreich